# Дания на зимних Олимпийских играх 1988
Дания принимала участие в Зимних Олимпийских играх 1988 года в Калгари (Канада) после двадцатилетнего перерыва, в шестой раз за свою историю, но не завоевала ни одной медали. Страну представлял только один спортсмен — 20-летний фигурист Ларс Дреслер, пятикратный чемпион Дании.

## Результаты
Соревнования по одиночному фигурному катанию среди мужчин прошли 17, 18 и 20 февраля на искусственном льду катка Дворца спорта Скоушабэнк-Сэдлдоум. Тогда действовала шестибалльная система оценок в фигурном катании.
| Спортсмен    | Соревнование                | Обязательные фигуры | Короткая программа | Произвольная программа | Сумма мест по оценке судей | Итоговое место |
| ------------ | --------------------------- | ------------------- | ------------------ | ---------------------- | -------------------------- | -------------- |
| Ларс Дреслер | Одиночное катание (мужчины) | 14                  | 12                 | 15                     | 28.2                       | 14             |